# 丸井サウンドロフト
『丸井サウンドロフト』（まるいサウンドロフト、新聞などでは「サウンドロフト」と表記）は、1984年4月2日から1987年3月までフジテレビおよびテレビ静岡で放送されたテレビ番組（深夜番組）である。番組名に冠がついているように、丸井（現・丸井グループ）の一社提供番組であった。
放送時間は平日24:10 - 24:20だったが、最後の半年は24:10 - 24:40に報道番組『ニュース工場一本勝負!』（『FNNニュース工場』の前身）が設置されたので、30分繰り下げ・5分拡大して24:40 - 24:55で放送した。
なお、この番組を発端としておよそ8年にわたって続いた丸井一社提供番組群についても、この項で述べる。

## 概要
番組は毎週月曜から金曜の深夜0時10分（プロ野球ニュースの直後）から10分間（正味7分）の放送。共同テレビとの共同制作番組であった。スタジオ部分はMC（VJ）のバストショットを基本としていた（エンディングのみ別カットを多用）。当時、注目を集めつつあった洋楽のビデオクリップを2曲紹介しながら、アーチストの最新情報や丸井のインフォメーションを挟んでいった。紹介していた洋楽は、1曲目は冒頭で基本的にフルコーラス、2曲目はエンディング間際で基本的に1コーラスであった。

## 出演者
- 岡部まり（出演当時は「岡部マリ」） - 初代MC（1986年頃まで）
- グレース - 2代目MC（1987年頃から）

## 番組ネット局
- フジテレビ
- テレビ静岡 - 同時ネット[2]

## 丸井一社提供番組群
- フジテレビにおける、丸井の一社提供による若者向け深夜番組[3]はこの丸井サウンドロフトが最初であり、同枠唯一かつ最長の3年間放送された。
- 番組終了後、この時間枠は丸井一社提供が長く続き、下記のような番組が放送されていった[4]。
  - OIOI  LIFE SIZE T.V. COMPASS （1987年4月 - 1989年3月） - 大学生を中心に、一部社会人も含めたサークルなどを日替わりで紹介していた番組。若者のライフスタイルをコンパクトに紹介するというコンセプトがあったとされる。
  - OIOI AMUSING CLUB チキチキバンバン（1989年4月 - 1990年3月） - 東京の特定の街を選び、そこを舞台として週替わりでクイズやゲームに挑戦していく番組（優勝賞品は海外旅行）。スタジオを使わずオールロケで制作された。司会はフジテレビアナウンサーの牧原俊幸とタレントの相原勇。
  - OIOI PERSONAL COUNTDOWN Ten （1990年4月 - 1992年3月） - 有名人が自身のお気に入りを10個選び、カウントダウン形式で紹介していく。1991年、プロ野球ニュースのシーズンオフ企画として「プロ野球ニュースCountdown5」という類似企画があり、現役プロ野球選手1名が登場し、自身のお気に入り5個をカウントダウン形式で紹介していた。
  - OIOI ENTERTAINMENT SQUARE NEXT （1992年4月 - 1993年3月） - 八木亜希子（当時フジテレビアナウンサー）と、オーディション番組『GOLD RUSH』出身の歌手・梶原聡が司会で、『GOLD RUSH』から誕生した若手タレント（藤本千秋（現・千秋）、アンバランスほか）が出演（日替わりで2名が進行役を務める）。これから期待の若手タレント、アーティスト、クリエイターたちを毎回1名スタジオに招き、意気込みなどを聞く。いわば『GOLD RUSH』の派生番組でもあった。
  - OIOI PERSONAL WATCHING JAB! （1993年4月 - 1994年3月） - 有名人が自身のお気に入りをテーマを問わず紹介する。
  - OIOI TOKYO TASTE ROOMS （1994年4月 - 1995年3月） - 有名無名問わず、東京に暮らす人たちの様々な「部屋」を紹介する番組。丸井ではインテリア関連のセクションが企画に参加したといわれている。構成には秋元康が関わり、崎谷健次郎が歌う番組初期の主題歌「ROOMS」も秋元が作詞を担当した（他の主題歌はSee-Saw「素肌 ～ノーメイク～」、藤谷美和子「ドライフラワー」、T-BOLAN「マリア」、佐伯伽耶「パヒュームを残せない」、JUDY&MARY「小さな頃から」、ZARD「ハイヒール脱ぎ捨てて」など。挿入歌として酒井ミキオ「大切な君へと」、trf「寒い夜だから…」、栗原良次「Silent&Holy Night」、KATSUMI「新しい風」、秋山菜津子「留守電の奴隷」など）。当初は進行役として川合千春が出演していた。前半の部屋紹介のパートに登場する人の大半は芸能界とは関わりの無い一般人だったが、芸人としてデビューして間もない坂本ちゃんなども出演した（坂本ちゃんの部屋紹介時のBGMはたまの「かなしいずぼん」）。後半は番組特設の留守番電話に吹き込まれた一般人女性の声が放送されたり、秋元の書いた詩を女優が朗読したりした。なお、この番組が（フジテレビにおける）丸井一社提供番組の最終作でもある。
- サウンドロフト以降、すべての丸井一社提供番組は共同テレビとの共同制作番組であった。なお、テレビ静岡についてはサウンドロフト以降、同時ネットを継続していたが、『JAB!』終了をもってこの枠のネット受けを終了した（丸井がテレビ静岡での番組提供を終了したことによりこの枠を打ち切った）ため、『Room's』に限り、ネット受けはしていない（同番組のみ、関東ローカルとなった）。
- 1987年秋改編以降、フジテレビにおいては『JOCX-TV2』などのゾーンタイトルを付加して深夜枠を「ゾーン化」したが、営業及び編成の都合上、「丸井一社提供番組群」はその範疇に含まれなかった。しかしフジテレビが過去の編成を回顧する場合、（便宜上の可能性もあるが）深夜帯の範疇として「丸井一社提供番組群」も含めた解釈をすることが少なくない。